# Sundar M. Shyam
Sundar M. Shyam (28 de maig de 1992) és un jugador d'escacs indi que té el títol de Gran Mestre des del 2015, a l'edat de 15 anys 7 mesos i 17 dies.
A la llista d'Elo de la FIDE del juliol de 2016, hi tenia un Elo de 2526 punts, cosa que en feia el jugador número 19 (en actiu) de l'Índia. El seu màxim Elo va ser de 2544 punts, a la llista del novembre de 2013.

## Resultats destacats en competició
L'abril de 2016 sou segon en el Festival de Groningen amb 7½ punts de 9, els mateixos punts que el campió Jorden Van Foreest però amb pitjor desempat. El juliol de 2016 fou subcampió de l'Obert de Montcada amb 7 punts de 9, empatat amb el campió Emilio Córdova i Camilo Ernesto Gómez Garrido, i campió de l'Obert de Sant Martí destacat amb 8 punts.